# Joelija Holovina
Joelija Holovina (Oekraïens: Юлія Головіна) (Charkov, 30 september 1982) is een Oekraïense kunstschaatsster. Ze nam tweemaal deel aan de Olympische Spelen, maar won hierbij geen medailles.
Holovina is actief in het ijsdansen en haar vaste sportpartner is Oleg Voiko en zij worden gecoacht door Rinat Farchoedinov. Voorheen reed ze onder andere met Denis Jehorov. Golovina en Voiko schaatsen met elkaar sinds 2001.
| records                | punten | datum      | toernooi           |
| ---------------------- | ------ | ---------- | ------------------ |
| Hoogste totaalscore    | 147.15 | 06-11-2004 | NHK Trophy 2004    |
| Hoogste verplichte kür | 27.88  | 23-10-2003 | Skate America 2003 |
| Hoogste originele kür  | 44.48  | 05-11-2004 | NHK Trophy 2004    |
| Hoogste vrije kür      | 76.04  | 06-11-2004 | NHK Trophy 2004    |

## Belangrijke resultaten
| Kampioenschap           | 2001  | 2002   | 2003 | 2004   | 2005   | 2006   |
| ----------------------- | ----- | ------ | ---- | ------ | ------ | ------ |
| Olympische Spelen       |       | 21e    |      |        |        | 23e    |
| Wereldkampioenschap     |       |        | 22e  | 21e    | 21e    |        |
| Europees Kampioenschap  |       | 18e    | 15e  | 15e    | 16e    | 17e    |
| WK junioren             |       |        |      |        |        |        |
| Nationaal Kampioenschap | Brons | Zilver | Goud | Zilver | Zilver | Zilver |